# Thankot
Thankot (en népalais : थानकोट) est un bourg  du Népal se trouvant à une quinzaine de kilomètres à l’ouest de la ville de Katmandou. Situé près de la passe qui permet de franchir la couronne de montagnes entourant la vallée de Katmandou, il est un point de passage obligé pour tout trafic routier quittant ou entrant dans la ville de Katmandou.
Thankot se trouve à un endroit stratégique sur la route nationale la plus importante du pays, la Tribhuvan Rajpath, reliant la capitale à n’importe quel point du pays, ou vers la frontière indienne. Cette même route fait partie du réseau routier trans-asiatique (en:AH42) reliant Lhassa (au Tibet) à New Delhi (en Inde). Un important poste de police contrôle le passage des véhicules au sommet de la passe.
Le bourg à proprement parler se trouve à trois kilomètres de la passe, à une altitude de 1 460 mètres. Au recensement de 2011, il comptait 12 047 habitants. Son nom (« Thankot ») semble faire allusion à l’existence d’un fort (un « kota ») qui dans le passé défendait l’entrée de la vallée de Katmandou. Il n’en reste rien.    

## Curiosités
- Le 'Tribhuvan Park', les temples de Narayan et de Mahalaxmi sont des lieux qui attirent les visiteurs.
- Un téléphérique reliant Thankot (1 460 mètres) au sommet du Chandragiri (2 563 mètres) est en projet.